# Kascjukovičy
Kascjukovičy (bělorusky Касцюковічы, rusky Костюковичи – Kosťukoviči) jsou město v Mohylevské oblasti v Bělorusku. K roku 2017 v nich žilo bezmála šestnáct tisíc obyvatel.

## Poloha
Kascjukovičy leží na Žaduni, přítoku Besedě v povodí Dněpru. Od Mohyleva, správního střediska oblasti, jsou vzdáleny přibližně 130 kilometrů jihovýchodně.

## Dějiny
První zmínka o obci je z roku 1508. Od roku 1938 jsou Kascjukovičy městem..